# Kinoite
La kinoite è un minerale.